# Transsiberia
Transsiberia is een studioalbum van Tangerine Dream. Het is filmmuziek bij een  film over de Trans-Siberische spoorlijn. De muziek is een muzikaal verslag van de reis. Het is onduidelijk of de bijbehorende film ooit is uitgebracht. Er zijn diverse versies van het album in omloop, ook een downloadversie. De muziek is geschreven door Edgar Froese, al dan niet met hulp van zijn zoon Jerome Froese. Op sommige versies wordt hij wel aangeduid als componist, op andere niet.

## Musici
- Edgar Froese, Jerome Froese – synthesizers, elektronica

## Muziek
| Nr. | Titel                                                       | Duur |
| --- | ----------------------------------------------------------- | ---- |
| 1.  | Yaroslaw station                                            | 4:52 |
| 2.  | Smoky Karlow                                                | 9:25 |
| 3.  | Siberean lights                                             | 4:01 |
| 4.  | Jenisei river                                               | 4:44 |
| 5.  | Baikal sunrise                                              | 4:42 |
| 6.  | Samowar Juri                                                | 4:40 |
| 7.  | Ulan-Ude (voorheen bekend als City monk)                    | 4:35 |
| 8.  | Chingan night                                               | 6:55 |
| 9.  | Russian soul                                                | 4:13 |
| 10. | The golden horn (voorheen bekend als Turning off the wheel) | 5:18 |

CD1: Ambient monkeys ·
CD2: Atlantic bridges ·
CD3: Atlantic walls ·
CD4: Dream encores ·
CD5: The dream mixes ·
CD6: Dream mixes volume 2 ·
CD7: The Hollywood years, volume 1 ·
CD8: The Hollywood years, volume 2 ·
CD9: Oasis ·
CD10: Quinoa ·
CD11: Tournado ·
CD12: Transsiberia ·
CD13: Ça va – ça marche – ça ira encore